# Federazione pallavolistica del Brasile
La Federazione brasiliana di pallavolo (por. Confederação Brasileira de Voleibol, CBV) è un'organizzazione fondata nel 1957 per governare la pratica della pallavolo in Brasile.
Organizza il campionato maschile e femminile, e pone sotto la propria egida la nazionale maschile e femminile.
Ha aderito alla FIVB nel 1947.